# Шульц, Нильс
Нильс Густав Ульрих фон Шульц (фин. Nils Gustav Ulrich von Schoultz; 7 октября 1807, Куопио — 8 декабря 1838, Кингстон (Онтарио)), он же Миколай Шульц (пол. Mikołaj Szulc) — польский и канадский революционер финского происхождения, участник Польского восстания 1830 и канадского антиколониального и антиолигархического повстанческого движения 1837—1838. Известен также как американский инженер-технолог и предприниматель. Командовал повстанческим отрядом в Битве за ветряную мельницу близ города Прескотт 12—16 ноября 1838 года. Казнён по приговору британского военного трибунала.

## Финский юноша, шведский военный, польский повстанец
Родился старшим из трёх детей финского чиновника германского происхождения на шведской королевской службе. После перехода Финляндии в состав Российской империи семья переехала в Швецию. Учился в Военной академии Карлберг. Служил в шведской артиллерии, имел младшее офицерское звание. В 1830 подал в отставку.
Нильс фон Шульц был убеждённым сторонником идей республиканизма. В 1831 он перебрался в Польшу и примкнул к Ноябрьскому восстанию. Воевал против царских войск, попал в плен, сумел бежать. После этого позиционировался как поляк. Сменил имя на Миколай Шульц.

## Эмиграция. Химик-экспериментатор — американский инженер
Эмигрировав во Францию, Шульц поступил на службу в Иностранный легион. Участвовал в экспедиции в Северную Африку, но отвергал эту войну, так как не признавал освободительной. В 1832 оставил Легион. Переселился во Флоренцию, где познакомился с шотландкой Анной Арабеллой Корделией Кэмпбелл. Вступил с ней в брак, имел двух дочерей.
В 1834 вместе с семьёй жены вернулся в Швецию. С их помощью сумел погасить старые долги и приобрести мельницу. Организовал химическую лабораторию, занимался производственными экспериментами. В 1836 Миколай Шульц отправился в Англию, чтобы предложить свои технологии для промышленного использования. В Лондоне Шульц получил предложение с деловыми целями посетить США. Присоединился к группе польских эмигрантов и в августе 1836 прибыл в Нью-Йорк.
Обосновался в городе Сиракьюс. Занимался производством соли. Добился больших успехов, запатентовал технологию. Получил известность в предпринимательской среде, считался успешным бизнесменом.

## «Охотничьи ложи». Активист канадского восстания
В 1837—1838 в США развили активную деятельность революционные эмигранты, вынужденные бежать после подавления Восстания Верхней Канады. Их организации были названы «Охотничьими ложами». Во главе движения стоял Лайон Макензи. Он и его сторонники организовывали в США политические структуры и повстанческие формирования для возобновления борьбы против британского колониального режима.
В силу своих взглядов, Миколай Шульц примкнул к «Охотничьей ложе». Военное образование, боевой опыт, идейная убеждённость и личное обаяние Шульца позволили ему выдвинуться в лидеры. На свои средства он сформировал и оснастил отряд примерно из двухсот человек. Осенью 1838 было принято решение выступить на территорию Канады и захватить город Прескотт — в расчёте на массовую вооружённую поддержку канадцев.

## Битва за ветряную мельницу
Выступление началось 11 ноября 1838. Пароход и два парусника выдвинулись по реке Святого Лаврентия из американского Сакетс-Харбора в направлении канадского Прескотта. Общее командование осуществлял Джон Бёрдж (руководитель «Охотничьих лож» штата Нью-Йорк), его помощниками являлись речной пират-контрабандист Билл Джонстон и Миколай Шульц.
На канадском берегу между командирами возникли разногласия. Шульц настаивал на немедленном штурме Прескотта, пока сохранялся фактор внезапности. Бёрдж предлагал выждать день до подхода подкреплений. Джонстон поддержал Бёрджа.
Шульцу удалось настоять на атаке силами двух отрядов — своего и Джонстона. Бёрдж со своим отрядом отбыл за подкреплениями в американский город Огденсберг. Однако отряд Джонстона ушёл вслед за Бёрджем. Шульц и его бойцы оказались лицом к лицу с многократно превосходящими силами противника.
Отход блокировали британские канонерки. Парусник Шульца отбуксировал к американскому берегу американский военный корабль (правительство США сочувственно относилось к канадским оппозиционерам, но не желало дипломатических осложнений с Британией). Взятие Прескотта стало нереальным. Шульц отвёл отряд на укреплённую позицию к ветряной мельнице в двух милях восточнее Прескотта. Было решено держать оборону, дожидаясь канадского восстания.
12-15 ноября 1838 около 250 повстанцев Шульца отбивали атаки значительно превосходящей по численности канадской милиции — проанглийского лоялистского ополчения, пограничной охраны и морских пехотинцев под общим командованием полковника Пломера Янга. Стало очевидным, что расчёт на восстание и массовую поддержку оказался ошибочен. Канадское республиканское движение к тому времени ещё далеко не оправилось от поражения в 1837, зато лоялисты проявляли сплочённость и жёсткость.
16 ноября к месту боя подошла британская регулярная часть с артиллерией — 83-й полк канадской пехоты под командованием полковника Генри Дандаса. Численность правительственных сил возросла до 2000 (по другим данным — 5000) человек против менее 200 повстанцев. Шульц попытался вступить в переговоры с Дандасом, но британский офицер отказался признавать повстанцев воюющей стороной. После нескольких часов ожесточённого боя солдаты и милиция захватили позиции отряда Шульца. Повстанцы потеряли убитыми более 50 человек, британцы и лоялисты — менее 20. Милиционеры начали расстреливать пленных и добивать раненых. Английские солдаты с трудом прекратили эти расправы, пригрозив открыть огонь по милиции. Миколай Шульц попал в плен.
Фактически Битва за ветряную мельницу под Прескоттом явилась последним актом канадских антиколониальных и антиолигархических восстаний 1837—1838 годов.

## Суд и казнь. Завещание и итоги
26 ноября в Форт-Генри (Кингстон) начались заседания военного трибунала. Адвокатом Миколая Шульца был Джон Макдональд, 29 лет спустя ставший первым премьер-министром Канады. Одиннадцать человек, в том числе Шульц, были приговорены к смертной казни и 8 декабря повешены. Казнь Миколая Шульца как бывшего польского офицера совершалась по военной процедуре.
Согласно завещанию Миколая Шульца, переданному через адвоката Макдональда, его средства и имущество были разделены между женой, матерью, американским другом, его сестрой и племянницей, а также вдовами английских солдат, погибших под Прескоттом. Британскому полку было уделено особое внимание.

Шульц был чувствителен к любому проявлению человеческой порядочности, подмеченной хотя бы и у врага. Даже тот факт, что английские солдаты встали на защиту добровольцев от мстительной милиции, вызвал в Шульце чувство благодарности. Сообщая об этом своим друзьям в Штатах, приговоренный к смерти хотел, чтобы об этом узнали все его единомышленники и в случае встречи с солдатами этого полка — 83 полка канадской пехоты — проявили к ним радушие и гостеприимство. Вот о чём думал этот человек за минуту до виселицы, на которую повели его эти самые солдаты!.. Подобный пример великодушия по отношению к победившему врагу — мстительному, карающему виселицей врагу — действительно нелегко найти в истории.

Аркадий Фидлер

В 1840 году, менее чем через два года после Битвы за ветряную мельницу, Акт о Союзе предоставил Канаде основы самоуправления.

Жертва Шульца и борьба патриотов в 1837 и 1838 годах — не прошли бесследно… Шульц победил, хотя и после смерти.

## Память
Нильс-Миколай Шульц вошёл в историю как борец, отдавший жизнь за свободу Канады. Отношение к нему в современной Канаде в основном определяется этим. С его именем связывается не только вооружённая борьба, но и последовавшие вскоре реформы, утвердившие канадский парламентаризм. Шульца называют одним из «отцов Канадской Конфедерации». Его памяти посвящён специальный видеоролик (исполнитель, однако, если судить по охранившимся изображениям, лишён внешнего сходства с реальным Шульцем).
Однако существуют и иные оценки Шульца — как революционного авантюриста-«янки», не имеющего национальности и склонного к насилию ради отвлечённых идей.